# Yeni Asır
Yeni Asır (deutsch „Neues Jahrhundert/Zeitalter“) ist eine türkische Tageszeitung für die Ägäisregion. Sie erscheint wochentäglich in einer Auflage von etwa 40.000 Exemplaren. Damit ist sie die größte Lokalzeitung der Türkei. Redaktionssitz der Zeitung ist Izmir, darüber hinaus unterhält sie Büros in Ankara und Istanbul. Die Zeitung ist inzwischen der AKP nahestehend und wird als nationalistisch-konservativ eingestuft. Sie ist nach eigener Ansicht dem Qualitätsjournalismus zuzurechnen.
Die Zeitung wurde am 26. August 1895 in Thessaloniki vom Dönmemitglied Fazlı Necip als Asır gegründet. In den ersten Jahren wurden sehr viele Artikel aus fremdsprachigen, insbesondere französischsprachigen Tageszeitungen in Übersetzung wiederveröffentlicht. Damit erschloss die Zeitung sich eine Leserschaft im Kosovo, Monastir und Thessaloniki. Necip verfolgte dabei eine Redaktionslinie, die das Komitee für Einheit und Fortschritt, die wichtigste Organisation der Jungtürken, unterstützte.

## Auszeichnungen
- 1977: Sedat-Simavi-Preis für Journalismus

## Belege
1. ↑  Cemil Devrim: The Oldest Turkish Newspaper - Yeni Asir. In: International Communication Gazette. 10. Jahrgang, Nr. 1, 1964, S. 11–15, S. 11 (sagepub.com).
2. 1 2  Cemil Devrim: The Oldest Turkish Newspaper - Yeni Asir. In: International Communication Gazette. 10. Jahrgang, Nr. 1, 1964, S. 11–15, S. 12 (sagepub.com).